# Hán thư
| Nhị thập tứ sử | Nhị thập tứ sử | Nhị thập tứ sử              | Nhị thập tứ sử |
| -------------- | -------------- | --------------------------- | -------------- |
| STT            | Tên sách       | Tác giả                     | Số quyển       |
| 1              | Sử ký          | Tư Mã Thiên                 | 130            |
| 2              | Hán thư        | Ban Cố                      | 100            |
| 3              | Hậu Hán thư    | Phạm Diệp                   | 120            |
| 4              | Tam quốc chí   | Trần Thọ                    | 65             |
| 5              | Tấn thư        | Phòng Huyền Linh (chủ biên) | 130            |
| 6              | Tống thư       | Thẩm Ước                    | 100            |
| 7              | Nam Tề thư     | Tiêu Tử Hiển                | 59             |
| 8              | Lương thư      | Diêu Tư Liêm                | 56             |
| 9              | Trần thư       | Diêu Tư Liêm                | 36             |
| 10             | Ngụy thư       | Ngụy Thâu                   | 114            |
| 11             | Bắc Tề thư     | Lý Bách Dược                | 50             |
| 12             | Chu thư        | Lệnh Hồ Đức Phân (chủ biên) | 50             |
| 13             | Tùy thư        | Ngụy Trưng (chủ biên)       | 85             |
| 14             | Nam sử         | Lý Diên Thọ                 | 80             |
| 15             | Bắc sử         | Lý Diên Thọ                 | 100            |
| 16             | Cựu Đường thư  | Lưu Hú (chủ biên)           | 200            |
| 17             | Tân Đường thư  | Âu Dương Tu, Tống Kỳ        | 225            |
| 18             | Cựu Ngũ Đại sử | Tiết Cư Chính (chủ biên)    | 150            |
| 19             | Tân Ngũ Đại sử | Âu Dương Tu (chủ biên)      | 74             |
| 20             | Tống sử        | Thoát Thoát (chủ biên)      | 496            |
| 21             | Liêu sử        | Thoát Thoát (chủ biên)      | 116            |
| 22             | Kim sử         | Thoát Thoát (chủ biên)      | 135            |
| 23             | Nguyên sử      | Tống Liêm (chủ biên)        | 210            |
| 24             | Minh sử        | Trương Đình Ngọc (chủ biên) | 332            |
| -              | Tân Nguyên sử  | Kha Thiệu Mân (chủ biên)    | 257            |
| -              | Thanh sử cảo   | Triệu Nhĩ Tốn (chủ biên)    | 529            |

Hán thư (Phồn thể: 漢書; giản thể: 汉书) là một tài liệu lịch sử Trung Quốc cổ đại viết về giai đoạn lịch sử thời Tây Hán từ năm 206 TCN đến năm 25. Đôi khi, sách này cũng được gọi là Tiền Hán thư (前漢書) để phân biệt với cuốn Hậu Hán thư, viết về giai đoạn Đông Hán từ năm 25 đến năm 220, được Phạm Diệp viết trong thế kỷ 5.
Kể từ sau Sử ký, cuốn Hán thư là cuốn sử đồ sộ nhất, vì vậy nó được liệt vào một trong Nhị thập tứ sử - 24 bộ sử nổi tiếng và lớn nhất Trung Quốc. Ngoài ra, hán thư cũng được liệt vào hàng Tứ sử kinh điển, sánh với Tứ thư, Ngũ kinh, bên cạnh có Sử ký, Hậu Hán thư và Tam Quốc Chí.

## Các tác giả
Cuốn sách này do Ban Bưu khởi xướng, một người có tiếng về trí thức và là cháu của Ban Tiệp dư (Ban Tiệp dư là cô ruột), phi tần của Hán Thành Đế. Sau khi ông chết (54), người con trai cả Ban Cố tiếp tục hoàn thành cuốn sách, lên tới tổng số 100 quyển, và gồm nhiều bài luận về pháp luật, khoa học, địa lý, và văn chương.
Vào thời gian ấy, việc làm của Ban Cố khiến triều đình nhà Hán rất nghi ngại, vì họ không biết ông sẽ viết gì và nhận xét thế nào về giai đoạn giao thoa giữa Tây Hán và Đông Hán. Triều đình ra lệnh bắt giam Ban Cố và tịch thu sách vở nhà họ Ban, tuy nhiên sau đó do ảnh hưởng của em trai ông là Ban Siêu, ông đã được thả ra và ấn định viết về Hán Quang Vũ Đế, vị Hoàng đế đầu tiên của Đông Hán. Hán Minh Đế sau khi đọc công trình của ông đã rất ấn tượng và cho phép ông thực hiện tiếp Hán thư này. Tuy nhiên, dưới thời Hán Hòa Đế, Ban Cố bị nghi ngờ tạo phản và bị bắt giam vào trong ngục. Ông bị buộc phải tự sát, đó là vào năm 92, khi ông độ 61 tuổi.
Em gái út của Ban Cố là Ban Chiêu cùng Mã Tục - người ở Phù Phong - đã hoàn thành tác phẩm năm 111, khoảng 19 năm sau khi Ban Cố chết trong ngục. Ban Chiêu và Mã Tục là người soạn thảo những quyển nhỏ từ 13-20 (tám biểu biên niên) và quyển 26 (thiên văn chí) được gộp trong tác phẩm đó.
Giống như cuốn Sử ký của Tư Mã Thiên; Trương Khiên, một vị tướng Trung Quốc nổi tiếng, đã tiến hành nhiều chuyến viễn du về phương tây là nguồn cung cấp thông tin chính cho những dữ liệu về văn hoá và kinh tế xã hội ở Tây Vực ở quyển 96 của bộ sách này.

## Đặc điểm

### Nội dung
Hán thư tuy mô phỏng cách làm sử của Sử ký nhưng có những thay đổi, sáng tạo mới. Ban Cố không đề cập các thời đại trước nhà Hán như Tư Mã Thiên mà chỉ tập trung vào viết sử về nhà Hán. Ban Cố cho rằng, thể loại kỷ truyện của Sử ký bao quát một thời kỳ quá dài, làm mờ nhạt vai trò của nhà Hán đương thời, do đó ông chỉ lựa chọn giai đoạn nhà Hán làm sách.
Hán thư được đánh giá là bộ sử về lịch sử giai đoạn hoàn chỉnh nhất ở Trung Quốc.
Đối với các hoàng đế nhà Hán, Hán thư không gọi là Bản kỷ mà gọi là Kỷ.
Ban Cố nói riêng và các tác giả nói chung viết sách trên tư tưởng độc tôn vị trí của nhà Hán trong sách, chuyển Hạng Vũ từ "Bản kỷ" trong Sử ký sang "Trần Thắng Hạng Tịch liệt truyện" vì Hạng Vũ không phải vua nhà Hán. Tương tự với Vương Mãng dù là vua nhà Tân nhưng là kẻ thù của nhà Hán hay một vua Hán khác là Lưu Bồn Tử (được quân khởi nghĩa Xích Mi lập nên), do chống lại Hán Quang Vũ Đế, cũng chỉ được chép vào liệt truyện. Ban Cố bổ sung thêm thiên bản kỷ về Hán Huệ Đế mà trong sử ký gộp vào trong bản kỷ về Lã hậu.
Hán thư là kho tư liệu phong phú và đa dạng, trong đó bảo lưu được nhiều văn kiện lịch sử quan trọng có giá trị, với nhiều chiếu thư, tấu chương và trước tác thể hiện sách lược, mưu kế, tư tưởng chính trị, ngoại giao của các nhân vật. Hán thư còn bổ sung thêm khá nhiều tư liệu về các dân tộc thiểu số mà Tư Mã Thiên chưa đề cập trong Sử ký.
Ngoài ra, Hán thư còn có các thiên Bách quan công khanh biểu, Hình pháp chí, Địa lý chí, Nghệ văn chí mà Sử ký không có.

### Tư tưởng

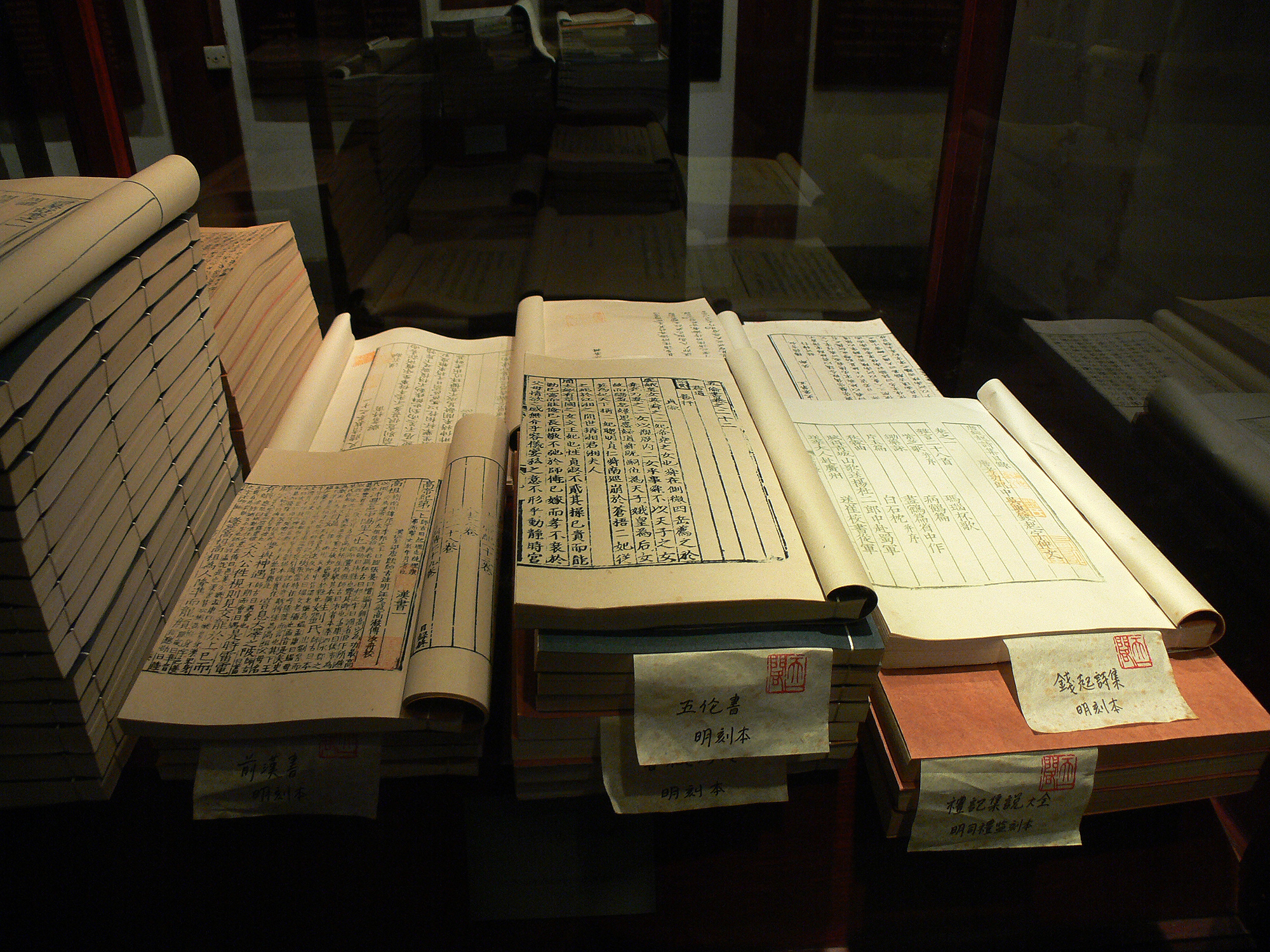
Bản in thời Minh, lưu trữ tại thư viện Thiên Nhất Các, Ninh Ba

Hán thư theo tư tưởng Nho giáo chính thống rõ nét. Thời kỳ các tác giả soạn Hán thư, tư tưởng thần học phong kiến đã rất phát triển và trở thành tư tưởng thống trị xã hội. Chính vì vậy, hệ tư tưởng trung quân ái quốc trở thành tư tưởng xuyên suốt trong tác phẩm.
Do đó, một mặt tiếp thu sử liệu từ Sử ký, mặt khác Hán thư lại phê phán Sử ký là vô quân vô chủ, vô thánh vô thần. Điều đó giúp Hán thư trở thành công cụ đắc lực bảo vệ cho hệ tư tưởng phong kiến và được triều đình nhà Hán hoan nghênh.
Trên tư tưởng đó, Hán thư vứt bỏ tư tưởng tiến bộ "cùng thiên nhân chi tế, thông cổ kim chi tiến" của Tư Mã Thiên và tập trung ca ngợi học thuyết thần bí về thiên nhân tương ứng và âm dương ngũ hành, coi đó là quy luật vĩnh hằng của sự phát triển xã hội. Điều này thể hiện trong thiên "Ngũ hành chí". Ban Cố tập trung trận luận thuyết của Đổng Trọng Thư, Lưu Hướng, Lưu Hâm… về học thuyết âm dương ngũ hành. Trong rất nhiều sự kiện lịch sử, Hán thư dựa vào sự thiên biến để kiểm chứng nhân sự. Điều này không hề có trong Sử ký Tư Mã Thiên.
Tư tưởng phong kiến chính thống của Hán thư rất có lợi cho giai cấp phong kiến thống trị qua các thời đại. Truyện Ban Cố trong sách Hậu Hán thư chép rằng:
"Các học giả không ai không ca ngợi Hán thư. Các triều đại về sau cũng không ngừng sao chép, in ấn cuốn sách này".

### Văn phong
Khi viết tác phẩm này, Ban Cố sử dụng khá nhiều cổ văn, dùng chữ Hán cổ. Do đó, đây là tác phẩm khó đọc, khó tiếp cận và nghiên cứu. Các nhà nghiên cứu đánh giá, thậm chí ngay cả những người cùng thời với Ban Cố chưa chắc đã hiểu hết Hán thư.
Chính vì vậy, đời sau có nhiều học giả chú thích cho Hán thư. Theo ghi chép của Tùy thư, từ thời Đông Hán đến thời Nam Bắc triều, đã có hơn 20 học giả tiếp cận với Hán thư, trong đó phần lớn là chú thích.
Tuy nhiên, các bản chú thích Hán thư trước thời nhà Đường đều không còn. Phiên bản chú thích cổ nhất còn được lưu giữ là của Nhan Sư Cổ và một số học giả cùng biên soạn. Ngoài ra còn hai bản phổ biến khác là "Hán thư bổ giải" của Vương Tiến Khiêm đời nhà Thanh và "Hán thư bổ chú bổ chính" của Dương Thúc Đạt thời cận đại

## Vai trò
Cách viết sử chỉ tập trung về một triều đại của Ban Cố ảnh hưởng rất lớn đến đời sau. Nhiều sử gia sau ông học tập cách làm sử của ông, chỉ viết sử về một triều đại hay một giai đoạn lịch sử. Trong Nhị thập tứ sử, Hán thư cùng với Sử ký được xếp lên trên hết, được các thế hệ sau coi là kinh điển sử học quan trọng nhất.
Sử gia hiện đại Hsu Mei-ling phát biểu rằng phong cách viết của Ban Cố trong các phần về địa lý đã thiết lập xu hướng cho việc thiết lập các tiết đoạn địa lý trong các văn bản lịch sử, và có thể nhất là đã khuấy động xu hướng về từ điển địa lý tại Trung Quốc cổ đại.
Cuốn sách đã vạch ra các khuôn khổ cho những văn bản ở các triều đại Trung Quốc sau này, và hiện được dùng tham khảo khi nghiên cứu về giai đoạn nhà Hán. Hán thư cũng thường được coi là một phần trong bộ Tiền tứ sử của tổng tập Nhị thập tứ sử, cùng với cuốn Sử ký, Tam Quốc chí và Hậu Hán thư.

## Trích dẫn tiêu biểu
1. "Vạn lý đồng phong" (Muôn dặm, cùng gió) - Sách Hán thư, Chung Vương Giả truyện (終王賈傳): "Kim thiên hạ vi nhất, vạn lý đồng phong = Nay cõi trần là một, muôn dặm cùng một ngọn gió (今天下為一、萬里同風)".
2. "Mục chỉ khí sử" (Trỏ bằng mắt, khiến bằng thần khí) - Cống Vũ, một nhân vật trong sách Hán thư (truyện Cống Vũ, 貢禹) viết trong thư cho Hán Nguyên đế: "Hành tuy khuyển trệ, gia phú thế túc, mục chỉ khí sử, thị vi hiền nhĩ = Tuy hành vi ta như chó như lợn, nhưng nhà giàu, thế lực đủ, ta trỏ người bằng mắt, khiến người bằng thần khí, vì ấy ta khá hơn người thôi vậy (行雖犬彘、家富勢足、目指氣使、是為賢耳)".

## Mục lục

### Bản kỷ
| Quyển | Tựa đề       | Nội dung                                       |
| ----- | ------------ | ---------------------------------------------- |
| 1     | Cao Đế kỷ    | Cao Tổ Lưu Bang                                |
| 2     | Huệ Đế kỷ    | Huệ Đế Lưu Doanh                               |
| 3     | Cao Hậu kỷ   | Lã Trĩ (Thiếu Đế Lưu Cung, Thiếu Đế Lưu Hoằng) |
| 4     | Văn Đế kỷ    | Văn Đế Lưu Hằng                                |
| 5     | Cảnh Đế kỷ   | Cảnh Đế Lưu Khải                               |
| 6     | Vũ Đế kỷ     | Vũ Đế Lưu Triệt                                |
| 7     | Chiêu Đế kỷ  | Chiêu Đế Lưu Phất Lăng                         |
| 8     | Tuyên Đế kỷ  | Tuyên Đế Lưu Tuân                              |
| 9     | Nguyên Đế kỷ | Nguyên Đế Lưu Thích                            |
| 10    | Thành Đế kỷ  | Thành Đế Lưu Ngao                              |
| 11    | Ai Đế kỷ     | Ai Đế Lưu Hân                                  |
| 12    | Bình Đế kỷ   | Bình Đế Lưu Khản                               |

### Biểu
| Quyển | Tựa đề                                          | Nội dung                                                                       |
| ----- | ----------------------------------------------- | ------------------------------------------------------------------------------ |
| 13    | Dị tính chư hầu vương biểu                      | Bảng các vương ngoài họ Lưu                                                    |
| 14    | Chư hầu vương biểu                              | Bảng các vương họ Lưu                                                          |
| 15    | Vương tử hầu biểu                               | Bảng các con được phong tước hầu của các vương                                 |
| 16    | Cao Huệ Cao Hậu Văn công thần biểu              | Bảng các công thần của Cao Đế, Huệ Đế, Cao Hậu, Văn Đế                         |
| 17    | Cảnh Vũ Chiêu Tuyên Nguyên Thành công thần biểu | Bảng các công thần của Cảnh Đế, Vũ Đế, Chiêu Đế, Tuyên Đế, Nguyên Đế, Thành Đế |
| 18    | Ngoại thích ân trạch hầu biểu                   | Bảng các ngoại thích được phong tước hầu                                       |
| 19    | Bách quan công khanh biểu                       | Bảng các quan và công khanh trong triều đình                                   |
| 20    | Cổ kim nhân biểu                                | Bảng các nhân vật từ thời thượng cổ đến hết thời Tây Hán                       |

### Chí
| Quyển | Tựa đề        | Nội dung                                                                        |
| ----- | ------------- | ------------------------------------------------------------------------------- |
| 21    | Luật lịch chí | Ghi chép về lịch: lịch Thái Sơ của Đặng Bình, lịch Tam Thống của Lưu Hâm        |
| 22    | Lễ nhạc chí   | Ghi chép về lễ nghi và âm nhạc                                                  |
| 23    | Hình pháp chí | Ghi chép về hình phạt và luật pháp                                              |
| 24    | Thực hóa chí  | Ghi chép về thực phẩm và hàng hóa                                               |
| 25    | Giao tự chí   | Ghi chép về tế lễ                                                               |
| 26    | Thiên văn chí | Ghi chép về thiên văn học                                                       |
| 27    | Ngũ hành chí  | Ghi chép về ngũ hành                                                            |
| 28    | Địa lý chí    | Ghi chép về địa lý thời Tây Hán                                                 |
| 29    | Câu hức chí   | Ghi chép về sông ngòi và kênh đào                                               |
| 30    | Nghệ văn chí  | Ghi chép về văn học, căn cứ vào Biệt lục của Lưu Hướng và Thất lược của Lưu Hâm |

### Liệt truyện
| Quyển | Tựa đề                                                       | Nội dung |
| ----- | ------------------------------------------------------------ | --- |
| 31    | Trần Thắng Hạng Tịch truyện                                  | Trần Thắng, Hạng Tịch |
| 32    | Trương Nhĩ Trần Dư truyện                                    | Trương Nhĩ, Trần Dư |
| 33    | Ngụy Báo Điền Đam Hàn vương Tín truyện                       | Ngụy Báo, Điền Đam, Hàn vương Tín |
| 34    | Hàn Bành Anh Lư Ngô truyện                                   | Hàn Tín, Bành Việt, Anh Bố, Lư Quán, Ngô Nhuế |
| 35    | Kinh Yên Ngô truyện                                          | Kinh vương Lưu Giả, Yên vương Lưu Trạch, Ngô vương Lưu Tỵ |
| 36    | Sở Nguyên vương truyện                                       | Sở Nguyên vương Lưu Giao, Lưu Hướng, Lưu Hâm |
| 37    | Quý Bố Loan Bố Điền Thúc truyện                              | Quý Bố, Loan Bố, Điền Thúc |
| 38    | Cao ngũ vương truyện                                         | Lưu Phì, Lưu Như Ý, Lưu Hữu, Lưu Khôi, Lưu Kiến |
| 39    | Tiêu Hà Tào Tham truyện                                      | Tiêu Hà, Tào Tham |
| 40    | Trương Trần Vương Chu truyện                                 | Trương Lương, Trần Bình, Vương Lăng, Chu Bột |
| 41    | Phàn Lịch Đằng Quán Phó Cận Chu truyện                       | Phàn Khoái, Lịch Thương, Hạ Hầu Anh, Quán Anh, Phó Khoan, Cận Hấp, Chu Tiết |
| 42    | Trương Chu Triệu Nhâm Thân Đồ truyện                         | Trương Thương, Chu Xương, Triệu Nghiêu, Nhâm Ngao, Thân Đồ Gia |
| 43    | Lịch Lục Chu Lưu Thúc Tôn truyện                             | Lịch Tự Cơ, Lục Giả, Chu Kiến, Lưu Kính, Thúc Tôn Thông |
| 44    | Hoài Nam Hành Sơn Tế Bắc vương truyện                        | Hoài Nam Lệ vương Lưu Trường, Hành Sơn vương Lưu Tứ, Tế Bắc Trinh vương Lưu Bột |
| 45    | Khoái Ngũ Giang Tức Phu truyện                               | Khoái Thông, Ngũ Bị, Giang Sung, Tức Phu Cung |
| 46    | Vạn Thạch Trực Chu Trương truyện                             | Thạch Phấn, Vệ Oản, Trực Bất Nghi, Chu Nhân, Trương Âu |
| 47    | Văn tam vương truyện                                         | Lương Hiếu vương Lưu Vũ, Đại Hiếu vương Lưu Tham, Lương Hoài vương Lưu Ấp |
| 48    | Giả Nghị truyện                                              | Giả Nghị |
| 49    | Viên Áng Tiều Thố truyện                                     | Viên Áng, Tiều Thố |
| 50    | Trương Phùng Cấp Trịnh truyện                                | Trương Thích Chi, Phùng Đường, Cấp Ảm, Trịnh Đương Thời |
| 51    | Giả Trâu Mai Lộ truyện                                       | Giả Sơn, Trâu Dương, Mai Thặng, Lộ Ôn Thư |
| 52    | Đậu Điền Quán Hàn truyện                                     | Đậu Anh, Điền Phẫn, Quán Phu, Hàn An Quốc |
| 53    | Cảnh thập tam vương truyện                                   | Lâm Giang Mẫn vương Lưu Vinh, Hà Gian Hiến vương Lưu Đức, Lâm Giang Ai vương Lưu Yên, Lỗ Cung vương Lưu Dư, Giang Đô Dịch vương Lưu Phi, Giao Tây Vu vương Lưu Đoan, Triệu Kính Túc vương Lưu Bành Tổ, Trung Sơn Tĩnh vương Lưu Thắng, Trường Sa Định vương Lưu Phát, Quảng Xuyên Huệ vương Lưu Việt, Giao Đông Khang vương Lưu Ký, Thanh Hà Ai vương Lưu Thừa, Thường Sơn Hiến vương Lưu Thuấn |
| 54    | Lý Quảng Tô Kiến truyện                                      | Lý Quảng, Tô Kiến |
| 55    | Vệ Thanh Hoắc Khứ Bệnh truyện                                | Vệ Thanh, Hoắc Khứ Bệnh |
| 56    | Đổng Trọng Thư truyện                                        | Đổng Trọng Thư |
| 57    | Tư Mã Tương Như truyện                                       | Tư Mã Tương Như |
| 58    | Công Tôn Hoằng Bốc Thức Nghê Khoan truyện                    | Công Tôn Hoằng, Bốc Thức, Nghê Khoan |
| 59    | Trương Thang truyện                                          | Trương Thang |
| 60    | Đỗ Chu truyện                                                | Đỗ Chu |
| 61    | Trương Khiên Lý Quảng Lợi truyện                             | Trương Khiên, Lý Quảng Lợi |
| 62    | Tư Mã Thiên truyện                                           | Tư Mã Thiên |
| 63    | Vũ ngũ tử truyện                                             | Lệ Thái tử Lưu Cứ, Tề Hoài vương Lưu Hoành, Yên Thích vương Lưu Đán, Quảng Lăng Lệ vương Lưu Tư, Xương Ấp Ai vương Lưu Bác |
| 64    | Nghiêm Chu Ngô Khâu Chủ Phụ Từ Nghiêm Chung Vương Giả truyện | Nghiêm Trợ, Chu Mãi Thần, Ngô Khâu Thọ Vương, Chủ Phụ Yển, Từ Nhạc, Nghiêm An, Chung Quân, Vương Bao, Giả Quyên Chi |
| 65    | Đông Phương Sóc truyện                                       | Đông Phương Sóc |
| 66    | Công Tôn Lưu Điền Vương Dương Sái Trần Trịnh truyện          | Công Tôn Hạ, Lưu Khuất Ly, Điền Thiên Thu, Vương Hân, Dương Sưởng, Sái Nghĩa, Trần Vạn Niên, Trịnh Hoằng |
| 67    | Dương Hồ Chu Mai Vân truyện                                  | Dương Vương Tôn, Hồ Kiến, Chu Vân, Mai Phúc |
| 68    | Hoắc Quang Kim Nhật Đê truyện                                | Hoắc Quang, Kim Nhật Đê |
| 69    | Triệu Sung Quốc Tân Khánh Kỵ truyện                          | Triệu Sung Quốc, Tân Khánh Kỵ |
| 70    | Phó Thường Trịnh Cam Trần Đoàn truyện                        | Phó Giới Tử, Thường Huệ, Trịnh Cát, Cam Diên Thọ, Trần Thang, Đoàn Hội Tông |
| 71    | Tuấn Sơ Vu Tiết Bình Bành truyện                             | Tuấn Bất Nghi, Sơ Quảng, Vu Định Quốc, Tiết Quảng Đức, Bình Đương, Bành Tuyên |
| 72    | Vương Cống lưỡng Cung Bào truyện                             | Vương Cát, Cống Vũ, Cung Thắng, Cung Xá, Bào Tuyên |
| 73    | Vi Hiền truyện                                               | Vi Hiền |
| 74    | Ngụy Tương Bính Cát truyện                                   | Ngụy Tương, Bính Cát |
| 75    | Tuy lưỡng Hạ Hầu Kinh Dực Lý truyện                          | Tuy Hoằng, Hạ Hầu Thủy Xương, Hạ Hầu Thắng, Kinh Phòng, Dực Phụng, Lý Tầm |
| 76    | Triệu Doãn Hàn Trương lưỡng Vương truyện                     | Triệu Quảng Hán, Doãn Ông Quy, Hàn Diên Thọ, Trương Sưởng, Vương Tôn, Vương Chương |
| 77    | Cái Gia Cát Lưu Trịnh Tôn Vô Tương Hà truyện                 | Cái Khoan Nhiêu, Gia Cát Phong, Lưu Phụ, Trịnh Sùng, Tôn Bảo, Vô Tương Long, Hà Tịnh |
| 78    | Tiêu Vọng Chi truyện                                         | Tiêu Vọng Chi |
| 79    | Phùng Phụng Thế truyện                                       | Phùng Phụng Thế |
| 80    | Tuyên Nguyên lục vương truyện                                | Hoài Dương Hiến vương Lưu Khâm, Sở Hiếu vương Lưu Hiêu, Đông Bình Tư vương Lưu Vũ, Trung Sơn Ai vương Lưu Cánh, Định Đào Cung vương Lưu Khang, Trung Sơn Hiếu vương Lưu Hưng |
| 81    | Khuông Trương Khổng Mã truyện                                | Khuông Hành, Trương Vũ, Khổng Quang, Mã Cung |
| 82    | Vương Thương Sử Đan Phó Hỉ truyện                            | Vương Thương, Sử Đan, Phó Hỉ |
| 83    | Tiết Tuyên Chu Bác truyện                                    | Tiết Tuyên, Chu Bác |
| 84    | Trạch Phương Tiến truyện                                     | Trạch Phương Tiến |
| 85    | Cốc Vĩnh Đỗ Nghiệp truyện                                    | Cốc Vĩnh, Đỗ Nghiệp |
| 86    | Hà Vũ Vương Gia Sư Đan truyện                                | Hà Vũ, Vương Gia, Sư Đan |
| 87    | Dương Hùng truyện                                            | Dương Hùng |
| 88    | Nho lâm truyện                                               | Đinh Khoan, Thi Thù, Mạnh Hỉ, Lương Khâu Hạ, Phí Trực, Phục Sinh, Âu Dương Sinh, Lâm Tôn, Chu Kham, Trương Sơn Phủ, Vương Thức, Hậu Thương, Hồ Mẫu Sinh, Nghiêm Bành Tổ, Nhan An Lạc, Phòng Phượng |
| 89    | Tuần lại truyện                                              | Văn Ông, Ngũ Thành, Hoàng Bá, Chu Ấp, Cung Toại, Thiệu Tín Thần |
| 90    | Khốc lại truyện                                              | Chất Đô, Nịnh Thành, Triệu Vũ, Nghĩa Tung, Vương Ôn Thư, Doãn Tề, Dương Bộc, Hàm Tuyên, Điền Quảng Minh, Điền Diên Niên, Nghiêm Diên Niên, Doãn Thưởng |
| 91    | Hóa thực truyện                                              | Bạch Khuê, Trình Trịnh |
| 92    | Du hiệp truyện                                               | Chu Gia, Điền Trọng, Kịch Mạnh, Quách Giải, Vạn Chương, Lâu Hộ, Trần Tuân, Nguyên Thiệp |
| 93    | Nịnh hạnh truyện                                             | Đặng Thông, Triệu Đàm, Hàn Yên, Lý Diên Niên, Thạch Hiển, Thuần Vu Trường, Đổng Hiền |
| 94    | Hung Nô truyện                                               | Hung Nô |
| 95    | Tây Nam Di lưỡng Việt Triều Tiên truyện                      | Tây Nam Di, Nam Việt, Mân Việt, Đông Hải, Vệ Mãn Triều Tiên |
| 96    | Tây Vực truyện                                               | Tây Vực |
| 97    | Ngoại thích truyện                                           | Ngoại thích: Cao Tổ Lã hoàng hậu húy Trĩ,Hiếu Huệ Trương hoàng hậu, Cao Tổ Bạc Cơ, Hiếu Văn Đậu hoàng hậu, Hiếu Cảnh Bạc hoàng hậu, Hiếu Cảnh Vương hoàng hậu, Hiếu Vũ Trần hoàng hậu, Hiếu Tư Vệ hoàng hậu tự Tử Phu, Hiếu Vũ Lý Hoàng hậu, Hiếu Vũ Câu Dặc Triệu Tiệp Dư, Hiếu Chiêu Thượng Quan hoàng hậu, Vệ thái tử Sử Lương Đệ, Sử hoàng tôn Vương phu nhân húy Ông Tu, Hiếu Tuyên Cung Ai Hứa Hoàng hậu húy Bình Quân, Hiếu Tuyên Hoắc hoàng hậu húy Thành Quân, Hiếu Tuyên Vương hoàng hậu, Hiếu Thành Hứa hoàng hậu, Hiếu Thành Ban Tiệp Dư, Hiếu Thành Triệu hoàng hậu biệt hiệu Phi Yến,Hiếu Nguyên Phó chiêu nghi, Định Đào Đinh Cơ, Hiếu Ai Phó hoàng hậu, Hiếu Nguyên Phùng chiêu nghi húy Viện,Trung Sơn Vệ Cơ, Hiếu Bình Vương hoàng hậu |
| 98    | Nguyên Hậu truyện                                            | Vương Chính Quân |
| 99    | Vương Mãng truyện                                            | Vương Mãng |
| 100   | Tự truyện                                                    | Lịch sử nhà họ Ban, lời tựa của Ban Cố |